# David Weir (athlétisme)
Pour les articles homonymes, voir David Weir et Weir.
David Weir, né le 5 juin 1979 à Londres, est un athlète handisport britannique. Spécialiste des courses en fauteuil roulant, il est né avec une section de la moelle épinière, ce qui l'a rendu incapable d'utiliser ses jambes.
Il a remporté six médailles d'or, deux d'argent et deux de bronze aux Jeux paralympiques (2004, 2008 et 2012), a remporté de nombreuses médailles aux championnats du monde et a remporté à plusieurs reprises le marathon de Londres.